# 종묘제례
종묘제례(宗廟祭禮)는 조선시대의 역대 왕과 왕비의 신위를 봉안한 종묘에서 지내는 제사이며, 종묘 제례악(宗廟祭禮樂)에 맞추어 진행된다. 종묘 제례와 종묘 제례악은 각각 국가무형문화재로 지정되어 보존되고 있으며, 2001년 5월 18일에는 '종묘 제례 및 종묘 제례악'이라는 명칭으로 유네스코의 '세계 문화유산 걸작'에 함께 지정되었다.

## 개요
조선 시대의 종묘제례는 춘하추동 4계절과 12월 납일(臘日)에 시발하였는데, 융희(隆熙) 2년(1908)에 공포된 칙령 〈향사이정령(享祀釐正令)〉에 의하여 납향제(臘享祭)가 폐지되고 4계절의 첫달인 춘정월·하사월·추칠월·동시월 상순내에 택일하여 봉행하고, 배향공신제(配享功臣祭)는 동향일(冬享日)에 한하여 행하였으며, 영녕전(永寧殿)은 춘추 두 번 종묘 제사와 더불어 향사(제사)하였다. 일제강점기 때에는 이왕직(李王職) 주관으로 향화(香火)만 올렸고, 광복 뒤에도 혼란·전쟁 등으로 향화마저 못하다가, 1969년에 전주이씨대동종약원이 주관하여 제향을 행하기 시작했다. 1975년 종약원은 종묘대제봉향위원회를 구성하였으며, 정부에서도 지원하여 매년 양력 5월 첫째 일요일과 11월 첫째 토요일에 전통제례의식으로 대제를 봉행하고 있다.
종묘에는 태조에서 순종에 이르기까지 19실(室)의 신위를 봉안하고 있으며 별전(別殿)인 영녕전에는 16실의 신위를 봉안하고 있다. 서편을 위로하여 제1실이 있고 제19실이 동편 끝에 있으며, 영녕전도 같으나 전내 중앙에 정중실(正中室)을 삼아 목조ㆍ익조 등 태조 위의 4대 신위가 있다.

## 절차
제향은 왕이 직접 행하는 친행(親行)과 대신으로 대행하게 하는 섭행(攝行)이 있다. 친행과 섭행은 제관의 명칭과 품계(品階) 또는 축문(祝文)만 다를 뿐이다.
절차는 홀기(笏記)의 창홀(唱笏)에 따라 진행된다. 제례절차는 제관이 정해진 자리에서는 취위(就位) · 영신(迎神) · 신관례(강신례) · 진찬(進饌) · 초헌(初獻) · 대축(大祝) · 아헌(亞獻) · 종헌(終獻) · 음복(飮福) · 철변두(撤籩豆) · 망료(望燎) 순으로 진행된다.
영신에서는 보태평지악(保太平之樂)과 보태평지무(保太平之舞)를 9번 반복 연주하고 일무(佾舞)는 문무(文舞)를 추며, 신관례 때 음악은 등가(登歌)에서 전폐(奠幣) 희문(熙文)을 반복 연주하고 일무는 문무를 춘다. 풍안지악(豊安之樂)도 연주한다. 초헌례에서는 보태평지악과 보태평지무를 올리고, 축문이 끝나고 초헌관이 원위치로 가면 악이 그치고 다시 보태평지무와 정대업지무(定大業之舞)를 올린다. 아헌례와 종헌례에서는 정대업지악(定大業之樂)과 정대업지무를 올린다. 음복례가 끝나면 옹안지악(雍安之樂)을 올린 다음 흥안지악(興安之樂)을 올린다.
제악(祭樂)은 세종 때 정한 종묘의 악에는 경안(景安)·승안(承安)·숙안(肅安)·옹안(雍安)·수안(壽安)·서안(舒安) 등이 있고 춤에는 열문(烈文)·소무(昭武) 등 아악(雅樂)이며 아헌부터 향악(鄕樂)을 교주하였다. 세조 때에는 세종께서 회례악무(會禮樂舞)로 창제한 정대업·보태평을 약간 덜고 보태서 종묘의 악으로 제정, 오늘에 이르고 있다. 악기는 아쟁 · 당피리 · 축 · 편종 · 장고 · 젓대· 방향(方響) · 해금 · 태평소 · 대금 · 진고(晋鼓) 등이다.
1. 취위(就位): 제사가 시작하기 전에 제관(祭官)들이 정해진 자리에 배치됨
2. 영신(迎神): 조상신을 맞이함
3. 전폐(奠幣): 헌관(獻官)이 폐백을 신위(神位) 앞에 올림
4. 신관례(晨祼禮): 왕이 제실(祭室)까지 가서 향을 피워 신을 맞아들임
5. 진찬(進饌): 음식과 고기를 올림
6. 초헌례(初獻禮): 초헌관(初獻官)이 술을 올리고 절하며 축문을 읽음
7. 아헌례(亞獻禮): 신에게 둘째 술잔을 올림
8. 종헌례(終獻禮): 마지막 술잔을 올림
9. 음복례(飮福禮): 제사에 쓴 술이나 음식을 나누어 먹음
10. 철변두(撤籩豆): 제상에 놓인 제기(祭器)를 거둠
11. 송신(送神): 조상신을 보냄
12. 망료(望燎): 제례에 쓰인 축문과 폐를 태움
13. 제후처리(祭後處理): 제례가 끝난 뒤 정리함

제기(祭器)는 63기가 있으며, 제물(祭物)은 삼생(三牲), 이갱(二羹), 서직도량(黍稷稻梁), 이제(二齊), 삼주(三酒), 육과(六果), 육병(六餠), 이포(二脯), 사해(四醢), 사조율료(四俎率膋), 모혈(毛血) 등을 쓴다.
제복(祭服)은 왕은 구장면복(九章冕服), 즉 면류관(冕旒冠)에 구장복을 입었다. 면류관의 모(帽) 위에 장방형 판은 짙은 흑색, 안은 홍색이며, 앞뒤에 황·적·청·백·흑·홍·녹색의 주옥(珠玉)으로 구슬줄을 9류ㆍ12류씩 매달고 관 위에는 옥잠(玉簪)을 꽂았다. 구장복은 짙은 흑색이며, 안은 청색으로 된 대례복(大禮服)이다. 상의 양어깨에는 용을 수놓았고, 등에는 산이 그려져 있다.
현행 제례(祭禮)는 간략화되었다.

## 전승자

### 명예보유자
- 이형열(李亨烈), 제수,제기, 2018년 9월 27일~현재

### 보유자
- 이재범(李在範), 사제(司祭), 1975년 5월 30일~1987년 9월 10일.
- 이은표(李殷杓, ?년~2003년), 사제(司祭), 1988년 4월 1일~2003년 11월 29일.
- 이형열(李亨烈), 제수.제기, 2000년 12월 14일~현재.
- 이기전(李基田), 집례, 2000년 12월 14일~현재.

### 전수교육조교
- 이강덕(李康德), 집사(執事), 1996년 7월 1일~현재.

## 같이 보기
- 종묘 제례악

## 참고 문헌
- 종묘제례 - 국가유산청 국가유산포털
- 본 문서에는 서울특별시에서 지식공유 프로젝트를 통해 퍼블릭 도메인으로 공개한 저작물을 기초로 작성된 내용이 포함되어 있습니다.